# JADE engine
Jade Engine è un motore grafico per videogiochi sviluppato da Ubisoft alla fine del 2003.
Il motore grafico venne creato dal team di Michel Ancel e inaugurato nel novembre del 2003 con il gioco Prince of Persia: Le sabbie del tempo e Beyond Good & Evil.
Doveva essere adoperato anche in occasione della pubblicazione di Rayman 4, prima che il progetto fosse abbandonato.
In seguito, esso venne sfruttato per numerosi titoli, sempre Ubisoft anche per le console di ultima generazione..

## Giochi che utilizzano ilJade engine
- Beyond Good & Evil - 2003
- Prince of Persia: Le sabbie del tempo - 2003
- Prince of Persia: Spirito guerriero - 2004
- Prince of Persia: I due troni - 2005
- Peter Jackson's King Kong: The Official Game of the Movie - 2005
- Rayman Raving Rabbids - 2006
- TMNT - 2007
- Rayman Raving Rabbids 2 - 2007
- Naruto: Rise of a Ninja - 2007
- Naruto: The Broken Bond - 2008
- Just Dance - 2009